# ماري ويلسون
ماري ويلسون (بالإنجليزية: Marie Wilson)‏ (و. 1916 – 1972 م) هي ممثلة، وممثلة أفلام، وممثلة تلفزيونية، ومقدمة برامج إذاعية، من الولايات المتحدة الأمريكية، ولدت في أنهايم، كاليفورنيا، توفيت في هوليوود، كاليفورنيا، عن عمر يناهز 56 عاماً.

## وصلات خارجية
- ماري ويلسون على موقع IMDb (الإنجليزية)
- ماري ويلسون على موقع ألو سيني (الفرنسية)
- ماري ويلسون على موقع أول موفي (الإنجليزية)
- ماري ويلسون على موقع قاعدة بيانات الأفلام السويدية (السويدية)
- ماري ويلسون على موقع إن إن دي بي (الإنجليزية)
- ماري ويلسون على موقع قاعدة بيانات الفيلم (الإنجليزية)
- ماري ويلسون على موقع كينوبويسك (الروسية)